# Grebo församling
Grebo församling var en församling i Linköpings stift inom Svenska kyrkan i Åtvidabergs kommun i Östergötlands län. Församlingen uppgick 2006 i Grebo-Värna församling som 2010 uppgick i Åtvids församling.
Församlingskyrka var Grebo kyrka

## Administrativ historik

Grebo församlingsvapen

Församlingen har medeltida ursprung.
Församlingen var till 1962 moderförsamling i pastoratet Grebo och Värna.  Från 1962 till 1974 var församlingen annexförsamling i pastoratet Björsäter, Yxnerum, Grebo och Värna. Från 1975 till 2006 var denna församling annexförsamling i Åtvids pastorat. Församlingen uppgick 2006 i Grebo-Värna församling som 2010 uppgick i Åtvids församling.
Församlingskod var 056102.

## Kyrkoherdar
Lista över kyrkoherdar i församlingen. Prästbostäder hette Stentomta och låg vid Grebo kyrka.
| Ämbetstid | Namn                     | Levnadstid | Övrigt                                                      |
| --------- | ------------------------ | ---------- | ----------------------------------------------------------- |
| 1369      | Dan                      |            |                                                             |
| 1376–1385 | Kjætilbyorn              |            |                                                             |
| 1400      | Johannes                 |            |                                                             |
| 1410–1411 | Ingolphus                |            |                                                             |
| 1516–1523 | Johannes                 | –1523      | Curatus.                                                    |
| 1524–1532 | Magnus Petri             | –1532      | Curatus.                                                    |
| 1533–1562 | Ericus Andori            | –1562      |                                                             |
| 1564–1613 | Nicolaus Johannis        | –1613      |                                                             |
| 1614–1646 | Nicolaus Langelius       | 1571–1646  |                                                             |
| 1647–1657 | Andreas Bornæus          | –1657      |                                                             |
| 1658      | Joannes Haqvini Becchius | –1658      |                                                             |
| 1660–1673 | Jacobus Lohm             | 1602–1673  |                                                             |
| 1674–1693 | Jonas Kjörling           | –1693      |                                                             |
| 1693–1715 | Gudmundus Chryselius     | 1654–1715  |                                                             |
| 1715–1745 | Samuel Follin            | 1677–1745  |                                                             |
| 1745–1800 | Christer Lindblom        | 1715–1800  | Prost och kontraktsprost.                                   |
| 1801–1826 | Isaac Olof Scharff       | 1762–1826  | Prost.                                                      |
| 1827–1851 | Johan Peter Normelli     | 1781–1851  |                                                             |
| 1852–1865 | Johan Almén              | 1804–1865  | Prost.                                                      |
| 1865–1886 | Nils Christian Blomqvist | 1812–1886  |                                                             |
| 1887–1898 | Axel Sundberg            | 1840–1916  | Kontraktsprost. Senare kyrkoherde i Furingstads församling. |
| 1898–1909 | Carl Beckman             | 1847–1909  |                                                             |
| 1910–1940 | Aron Karlsson            | 1867–1942  | Kontraktsprost.                                             |

## Klockare, organister och kantorer
| Ämbetstid | Namn                            | Levnadstid   | Kommentarer                                                 |
| --------- | ------------------------------- | ------------ | ----------------------------------------------------------- |
| 1710–1734 | Jonas Pehrsson                  | ca 1652–1734 | Klockare                                                    |
| 1734–1743 | Carl Pedersson                  | ca 1711–1743 | Organist och klockare                                       |
| 1744–1785 | Peter Törnbom                   | ca 1718–1785 | Organist och klockare                                       |
| 1786      | Håkan Björne                    |              | Vice klockare och organist                                  |
| 1786–1841 | Petter Höjer                    | 1758–1841    | Organist och klockare                                       |
| 1841–1870 | Gustaf Leonard Gustafsson       | 1817–1870    | Organist och klockare, var vikarierande organist sedan 1836 |
| 1870–1924 | Oscar Georg Leonhard Gustafsson | 1847–1924    | Organist och klockare                                       |